# Староруски език
Староруският език (на украински: давньоруська мова; на руски: древнерусский язык) е общ език на обособилата се източнославянска група племена, предци на днешните беларуси, руснаци и украинци, обитавали земите около езерото Илмен, горните течения на реките Волга, Ока и Западна Двина, както и около реките Днепър, Днестър, Западен Буг и Южен Буг, разпространили се по-късно на изток. Този език е говорен през периода приблизително от средата на първото до средата на второто хилядолетие. Някои учени го наричат и общоизточнославянски език. Никой от двата термина не е напълно точен, понеже голяма част от източните славяни в древността се наричали анти, малка част – словени (около езерото Илмен и Ладожкото езеро), а етнонимът рус (русь) се появява не по-рано от 11 век, като отначало не се отнася до всички източни славяни. Въпреки това термините общоизточнославянски език и староруски език се възприемат като взаимозаменяеми, но вторият се е наложил, понеже е по-кратък.

## Исторически периоди в развитието на староруския език

### Предписмен период
Предписменият период в развитието на староруския език продължава от възникването на езика до 10 – 11 век.
Още по време на предписмения период в различни части на общата източнославянска територия възникват редица диалектни различия, като например нееднаквото произношение на в, г, ц, ч, някои различия в лексиката, както и незначителни различия в морфологията и синтаксиса. Поради тези диалектизми староруският език не е напълно еднороден.

### Писмен период
Времето на поява на книжовните норми в староруския език не е известно, но се предполага, че това е станало около 10 – 11 век, след навлизане на християнството, а с него и на славянската писменост, най-вече на кирилицата. Първоначално използваните от източните славяни книги са писани в България на старобългарски език, което оказва силно влияние върху староруския език. Като писмена норма в религиозната литература се налага руската редакция на старобългарския език. В писмените паметници, които не са пряко свързани с религията, например „Слово за похода на Игор“, съчиненията на Владимир Мономах и др., почти няма старобългаризми, което според руския славист Сергей Обнорски свидетелства за зараждането на литературни традиции у източните славяни още в предхристиянската епоха, тоест в предписмения период. Обаче руски учени като Дмитрий Лихачов, Виктор Виноградов и др. смятат, че различните стилове на староруския език имат различна основа: произведенията с християнска религиозна тематика са съчинени на руската редакция на старобългарския, а стиловете в светските произведения – на литературен език, основан на живия разговорен език на източните славяни, тоест върху диалектите на староруския език.

#### Южнославянско влияние върху староруския език
Понеже при приемане на християнството в Стара Рус през 10 век за богослужение се използват книги, написани на старобългарски език, този език оказва значително влияние върху староруския език, особено чрез своята руска редакция.

#### Разпадане на староруския език
Разпадането на староруската държава, започнало след Ярослав Мъдри (11 век) и Владимир Мономах (12 век), нашествието на татарите от изток през първата четвърт на 13 век, 250-годишната татарска власт и завладяването на югозападните източнославянски територии от поляците и литовците са исторически събития, довели до засилено диалектно раздробяване на староруския език. От 15 до 17 век той постепенно се разпада на три нови езика: руски (великоруски), беларуски и украински. В началния си етап тези езици притежават особености, които ги отличават от съвременното им състояние, затова вариантите от началния период се наричат старовеликоруски, старобеларуски и староукраински език.

## Характерни особености на староруския език

### Фонетични особености

#### Развитие на гласните
Системата на гласните на староруския език в началния период е подобна на тази в старобългарския език, като специфичните късни праславянски гласни ы, ерови (ъ, ь) и носови гласни (ѧ, ѫ), както и гласната ят (ѣ) все още не са променени. В периода на затваряне на сричката слабите ерове изпадат, а силните се изясняват (ъ > о, ь > е). Носовките изгубват носовия си призвук и също се променят (ѧ > я, ѫ > у). Гласната ят в различните диалекти претърпява различни промени (ѣ > е, и, ие). В източнославянските езици се запазва непроменена гласната ы.

#### Пълногласие
Още в староруски се развива така нареченото пълногласие при дифтонгичните съчетания, наследени от праславянски or, ol, er, el, които след съгласни се появява допълнителна гласна, която според по-широко разпространено схващане, гласна е (брѣгъ > берегъ) или о (млѣко > молоко), или, евентуално, първо е била ерова, вокализирала се по-късно (в потвърждение на тази теза се дават примери, макар и не много убедителни, от украински: голівка < *гольвка (главичка) и т.н.).

#### Изчезването наjв началото на думите
В началото на думите йотуваната гласна е (ѥ) се променя в *jo и изгубва йотацията: ѥсень > осень, ѥдинъ > одинъ и т.н. Изчезването на j в началото на думите се наблюдава и пред у, макар и не много последователно: ютро > утро и т.н. Пред а обаче j в началото на думите не изчезва: іазъ, іако, іагнѧ, іагода и т.н.

#### Йокане
В староруския език се заражда и друго характерно явление, т.нар. йокане, което напомня на промяната на началното ѥ в о, но се явява в средата на думите: жона < *жјона < жена (среща се още в Изборника на Светослав от 1073). В о обаче никога не се променя е, произлязло от ѣ.

#### Акане
Акането в някои източнославянски диалекти е фонетично явление, при което гласните о и е в неударена позиция се изговарят съответно като а и я (понавляѥмъ < поновліаѥмъ, Яронимъ < Иеронимъ и т.н.). Първоначално акането се появява в предударена позиция и (според Алексей Шахматов) още преди 13 век в диалекта на старите вятичи, като се разпространява и променя.

#### Палатализация
Характерни за староруския език са резултатите от различните праславянски палатализации, особено на *dj и *tj, *kti > ж (дж) и ч (чужати, старобългарски чуждати, свѣча, ст.б. свѣшта)

### Морфологични особености
Съществена морфологична особеност в староруския език, отличаваща го от старобългарския, са окончанията за родителен падеж в единствено число, именителен и винителен падеж в множествено число на женски род и винителен падеж в множествено число на мъжки род: ѣ (<ě) вместо я (<ę).
Други особености:
- Окончанията за именителен и винителен падеж в мъжки род на пълните прилагателни и на подобните на тях форми са ои и еи вместо ыи и ии: монастырскои человек, всякои год (грамота на Дмитрий Шемяки); брат мои старешеи (грамота на можайския княз Иван).
- Окончания -ого и -его вместо -аго и -іаго (-яго) за родителен падеж в единствено число при пълните форми на прилагателните от мъжки и среден род.
- Окончание -iax- вместо -ѣах- в минало несвършено време.
- Окончания -а и -ia (-я) вместо -ы за кратките и -ыи за пълните форми за мъжки и среден род на сегашните деятелни причастия (могаи – „Киево-Печорски патерик“).
- Окончание -ть вместо -тъ за 3 л. ед. и мн.ч. сег.вр. при глаголите (свободять, пребываѥть – „Синайски патерик“).